# Teachers (film)
Teachers è un film del 1984 di genere commedia diretto da Arthur Hiller e interpretato da Nick Nolte, Ralph Macchio e JoBeth Williams. Nel cast figurano, in ruoli minori, anche il premio Oscar Lee Grant e due attori all'epoca ancora poco noti al grande pubblico, Morgan Freeman e Laura Dern.

## Trama
In Ohio i vertici della “John F. Kennedy High School” incontrano l'avvocato Lisa Hammond, che rappresenta un neodiplomato che vuole intentare una causa contro la scuola per avergli rilasciato il diploma nonostante il suo analfabetismo.
Lisa è l'ex allieva di Alex Jurel, veterano del Vietnam e insegnante di scienze sociali. Sebbene sia molto popolare tra gli studenti, Alex è logorato da tanti anni trascorsi tra ragazzi turbolenti e incombenze burocratiche. Viene incaricato temporaneamente di assumere le funzioni di psicologo scolastico e diventa mentore dello studente Eddie Pilikian.
Dopo essersi ritrovati, Alex e Lisa iniziano una storia d'amore. Intanto nella scuola il corpo docente dà il peggio di sé: Herbert Gower è un paziente di un istituto psichiatrico che è stato scambiato per un supplente e messo a capo del corso di storia; il vecchio insegnante di inglese Mr. Stiles in realtà non insegna ai suoi studenti, ma distribuisce solo fotocopie e muore inosservato nel sonno mentre è in classe; l'insegnante di ginnastica Mr. Troy ha una relazione sessuale con la studentessa Diane (che rimane incinta e sceglie di abortire). Il migliore amico di Eddie, Danny, uno studente schizofrenico e cleptomane, viene colpito e ucciso dalla polizia dopo aver estratto una pistola durante un sopralluogo alla ricerca di droghe nei locali scolastici.
I legali della scuola cercano di evitare la cattiva pubblicità per non pregiudicare l'esito della causa. Individuando nei metodi non convenzionali di Alex un pericolo, lo costringono a dimettersi prima della sua deposizione. Incoraggiato da Lisa, Alex minaccia una causa se viene licenziato. Con orgoglio torna a scuola tra gli applausi degli studenti.